# Велёпольский, Иероним
Иероним Велёпольский (пол. Hieronim Wielopolski; 1712 — 13 марта 1779) — государственный и военный деятель Речи Посполитой, граф Священной Римской империи, конюший великий коронный (1754—1774), генерал-лейтенант войск коронных (1752), генерал-майор и шеф полка коронной конной гвардии (с 1745), чашник великий коронный (1750—1754), генеральный староста краковский (1768—1779). Староста пшемыковский и жарновецкий, региментарий Малопольской и Краковской партий в 1765 году.

## Биография
Представитель польского магнатского рода Велёпольских герба «Старыконь». Сын воеводы серадзского и генерального старосты краковского Францишека Велёпольского (1658—1732) и его 2-й жены Анны Любомирской (ум. 1736). Единокровные братья — конюший великий коронный Кароль Велёпольский (ум. 1773) и воевода сандомирский Ян Велёпольский (ум. 1774).
В 1733 году Иероним Велёпольский подписал элекцию Станислава Лещинского. В 1764 году стал членом коронной военной комиссии.
Был членом Конфедерации Чарторыйских в 1764 году, депутатом конвокационного сейма (1764) от Краковского воеводства.
На сейме 1773—1775 годов был назначен королём Станиславом Августом Понятовским членом Постоянного Совета. В 1776 году стал членом Конфедерации Анджея Мокроновского.
Кавалер Орденов Белого орла (1757) и Святого Станислава (1765).
В 1741 году женился на Урсуле Потоцкой (1725—1806), дочери староста теребовльского Михала Францишека Потоцкого (ум. после 1753) и Марианны Катской (ум. 1752). Брак был бездетным.